# Szellemirtók – Az örökség
A Szellemirtók – Az örökség (eredeti cím: Ghostbusters: Afterlife) 2021-ben bemutatott amerikai sci-fi filmvígjáték, melyet Jason Reitman rendezett Reitman és Gil Kenan forgatókönyve alapján. A film az 1984-es Szellemirtók és az 1989-es Szellemirtók 2. közvetlen folytatása, amiket Jason Reitman apja, Ivan Reitman rendezett. A főbb szerepekben Mckenna Grace, Finn Wolfhard, Carrie Coon és Paul Rudd látható. A film gyártója a Columbia Pictures és a Ghost Corps, forgalmazója a Sony Pictures Releasing.
Az Amerikai Egyesült Államokban és Magyarországon is júniusban mutatták volna be, de a Covid19-pandémia miatt elhalasztották a premiert, Amerikában 2021. március 5-i, míg Magyarországon 2021. március 4-i dátumra. Ezt követően ismét csúszott a bemutató tervezett időpontja, először 2021 júniusára, majd 2021. november 11-re, végül pár nappal későbbre, november 19-re. Magyarországon végül november 18-án jelent meg az InterCom Zrt. forgalmazásában.

## Cselekmény
Callie Spengler, a két gyerekét egyedül nevelő anya dolgai nem mennek túl jól, anyagi gondokkal küszködik, ami miatt ki is lakoltatják őket az albérletükből. Épp kapóra jön hát, hogy rég nem látott és nemrég elhunyt apja, Egon örökül hagyott rá egy farmot az isten háta mögötti kisváros, Summerville közelében. A rendezetlen farm tele van fura lim-lommal, a helyiek pedig bogaras, magának való emberként jellemezték. Callie lánya, az éleseszű Phoebe hamar észreveszi, hogy valami furcsaság van a környéken, már csak a gyakori földrengések miatt is. Bátyja, Trevor figyelmét viszont egy, a helyi gyorsbüfében dolgozó lány, Lucky köti le, aki miatt ő is ott kezd dolgozni. Feltűnik még egy fura gyerek, Podcast, aki rejtélyekkel foglalkozó műsort visz az interneten, és egy kissé esetlen tanár, Gary Grooberson is, aki mellesleg nagy rajongója a Szellemirtóknak. Phoebe hamar összebarátkozik Podcasttal, majd Mr. Groobersonnal is, tőle tudja meg, hogy kik azok a Szellemirtók és hogy a nagyapja is közéjük tartozott, aki aztán erre a távoli vidékre költözött egy csomó fura, szellemirtós eszközzel. Podcast kideríti, hogy a titokzatos helyi bányát és a várost is Ivo Shandor alapította, Egon tehát nem véletlenül költözött ide mindenkit hátrahagyva, a hegy gyomrában ugyanis a túlvilági entitás, Gozer akar ismét a világ elpusztítására törni. Phoebe, Trevor, Podcast és Lucky így nekiállnak a Szellemirtók örökségével felvenni a harcot Gozerrel, amibe azért idővel Egon volt kollégái is besegítenek…

## Szereplők
| Szerep                   | Színész                                      | Magyar hang                                            |
| ------------------------ | -------------------------------------------- | ------------------------------------------------------ |
| Phoebe Spengler          | Mckenna Grace                                | Dolmány-Bogdányi Korina                                |
| Trevor Spengler          | Finn Wolfhard                                | Miller Dávid                                           |
| Callie Spengler          | Carrie Coon                                  | Bognár Anna                                            |
| Gary Grooberson          | Paul Rudd                                    | Széles Tamás                                           |
| Podcast                  | Logan Kim                                    | Kovács András Bátor                                    |
| Lucky Domingo            | Celeste O’Connor                             | Kanyó Kata                                             |
| Dr. Peter Venkman        | Bill Murray                                  | Harsányi Gábor Anger Zsolt (fiatal, archív felvételek) |
| Dr. Raymond "Ray" Stantz | Dan Aykroyd                                  | Kerekes József                                         |
| Winston Zeddemore        | Ernie Hudson                                 | Dörner György                                          |
| Dana Barrett             | Sigourney Weaver                             | Menszátor Magdolna                                     |
| Janine Melnitz           | Annie Potts                                  | Igó Éva                                                |
| Elton                    | Oliver Cooper                                | N/A                                                    |
| Domingo sheriff          | Bokeem Woodbine                              | Bognár Tamás                                           |
| Swayze                   | Sydney Mae Diaz                              | Pál Dániel Máté                                        |
| Ivo Shandor              | J. K. Simmons                                | Csuha Lajos                                            |
| Skittles                 | Shawn Seward                                 | Nikas Dániel                                           |
| Zahk                     | Billy Bryk                                   | Szécsi Bence                                           |
| Bunny                    | Paulina Alexis                               | Jeney Luca                                             |
| Rolleres nagyi           | Danielle Kenned                              | Réti Szilvia                                           |
| Rufus                    | Artoun Nazareth Festekjian                   | Szabó Andor                                            |
| Háziúr                   | Dusan Rokvic                                 | Törköly Levente                                        |
| Medjuck                  | Stella Aykroyd                               | Kokas Piroska                                          |
| Gozer                    | Sohre Ágdáslu (hang)                         | Bertalan Ágnes                                         |
| Dr. Egon Spengler        | Harold Ramis (archív felvételek)/ Bob Gunton | Kálid Artúr                                            |

A 2014-ben elhunyt Harold Ramist a közeli jelenetekben Bob Gunton színész alakította, akinek később az arcára montírozták Ramis vonásait.

## Visszhang
A kritikák amiatt dicsérték a filmet, hogy a cselekmény és a benne szereplő momentumok, szereplők visszaidézik az első, és popkultúrálisan jelentős film megannyi mozzanatát, amitől sokkal szerethetőbb folytatás, mint a 2016-ban, női karakterekkel bemutatott és az eredeti filmektől független Szellemirtók, ugyanakkor sajnálták, hogy ez aztán átvált hangsúlyos fanservice-be, mikor a cselekmény jelentős része az első film szereplőit, helyszíneit, vagy akár konkrét jeleneteit másolja, akár úgy is, hogy ez a történet rovására megy, mert ettől az logikátlan és kiszámítható lesz; szinte semmi újat nem vállal be a film végére sem. Kiemelték még a Phoebe-t játszó Mckenna Grace alakítását, és hogy rajta kívül egyik fiatal szellemirtó sem elég hiteles vagy karakteres az ismert elődök utódaiként, ahogy az új egyéb szereplők sem feltétlenül érdekesek. Volt, aki szerint a régi szellemirtók szerepeltetése is inkább tűnt fantáziátlan, hatásvadász, kötelező hakninak.